# Lukavac (distrikt Brčko)
Lukavac je naselje u distriktu Brčko, BiH.

## Stanovništvo
Nacionalni sastav stanovništva 1991. godine, bio je sljedeći:
ukupno: 225
- Srbi - 207
- Hrvati - 8
- Jugoslaveni - 7
- ostali, neopredijeljeni i nepoznato - 2